# 小行星25924
小行星25924（25924 Douglasadams）是一颗绕太阳运转的小行星，为主小行星带小行星。该小行星于2001年2月发现。它以道格拉斯·亚当斯命名，因为其临时编号2001 DA42包含他的逝世年份，姓名首字母缩写，以及生命、宇宙以及任何事情的终极答案（42）。

## 轨道参数
小行星25924的轨道半长轴为2.4159377 UA，离心率为0.165。